# Джабариты
Джабари́ты, или джабри́ты (араб. جبرية‎) — представители одной из первых мировоззренческих исламских школ, которые — в противоположность кадаритам — признавали Аллаха единственным подлинным действователем (фаил хакики), причиной всех происходящих в мире действий, в том числе исходящих от людей. Джабритская школа возникла в период правления династии Омейядов в Басре. Первым представителем этой школы был аль-Джаад ибн Дирхам (казн. в 724 г.).

## Учение
Джабриты были сторонниками абсолютной Божественной предопределённости. Они считали, что человек не осуществляет свои действия свободно, а принуждаем (маджбур) Аллахом. К «истинным» джабаритам относились джахмиты, «умеренными» джабаритами считались последователи аль-Хусейна ан-Наджжара (наджжариты), Дирара ибн Амра (дирариты). «Умеренные» джабариты придерживались различных вариантов концепции касб (араб. — присвоение), занимая тем самым «компромиссную позицию по отношению к концепции кадаритов». Они считали, что в осуществлении человеческих действий участвуют два «действователя» — Аллах, который творит эти действия, и человек, который их «присваивает».

## Течения
Джахмиты
Джахмиты являются последователями Джахма ибн Сафван, который значительно развил учение Ибн Дирхама. Джахмиты утверждали, что рай (джаннат) и ад (джаханнам) не являются вечными, и отрицали возможность лицезрения Аллаха в раю. Они также считали Коран сотворённым.
Наджжариты
аль-Хусейн ан-Наджжар считал, что способность человека к «присвоению» и сам акт «присвоения» творятся Богом в человеке вместе с сотворением действия. По этой причине, у наджжаритов человек — инициатор поступков лишь в «переносном смысле».
Дирариты
Дирар ибн Амр полагал, что эта способность и этот акт являются производными от свободной воли человека. В этом смысле человек является подлинным инициатором своих поступков.